# Charles Gérard (acteur)
Charles Gérard, echte naam Noubar Adjenor, (Istanboel, 1 december 1922 - Parijs, 19 september 2019) was een Frans acteur en filmregisseur. Hij was vooral gekend voor bijrollen, inzonderheid zijn talrijke verschijningen in de films van Claude Lelouch en als tegenspeler van Jean-Paul Belmondo.

## Leven en werk

### Afkomst en eerste stappen in de filmwereld
Charles Gérard is van Armeense oorsprong. In 1946 maakte hij zijn acteerdebuut in Destins, een muzikale tragikomedie met Tino Rossi waarin hij een bescheiden bijrolletje had. De daaropvolgende jaren was hij nog enkele keren te zien, onder meer in het duistere drama Macadam. Hij was ook operateur die in de bioscoop actualiteitsfilmpjes uitzond.

### Filmregisseur
Aan het einde van de jaren vijftig schoof hij het acteren opzij en regisseerde hij, samen met Michel Deville, zijn debuut: de politiefilm Une balle dans le canon (1958) die gebaseerd was op de eerder dat jaar verschenen gelijknamige roman van Albert Simonin. Roger Hanin en Pierre Vaneck vertolkten er twee jonge ex-paracommando's die in Pigalle in de nesten raken.
In de jaren zestig wijdde Gérard zich helemaal aan het regisseren. Hij draaide twaalf korte films waaronder enkele documentaires. Hij verwezenlijkte nog vier andere politiefilms waarvoor hij het scenario zelf schreef, samen met Pascal Jardin. Hij kon een beroep doen op acteurs als (weer) Roger Hanin, Bernard Blier, Micheline Presle, Françoise Arnoul en Robert Hossein.

### Ontmoeting met Claude Lelouch
In 1970 ontmoette Gérard cineast Claude Lelouch die hem een rol gaf in diens misdaadfilm Le Voyou. Het klikte zo goed tussen hen dat Lelouch hem castte in zowat de helft (19 films) van zijn rijk gevuld filmoeuvre. Gérard liet het regisseren voor wat het was en concentreerde zich nog enkel op het acteren. Dankzij zijn opmerkelijk en kleurrijk voorkomen en zijn karakteristieke kop werd hij een vertrouwd gezicht en een populair personage dat de bijnaam Charlot (in talrijke films van Lelouch) kreeg.

### Bijrollen in drukke jaren zeventig en tachtig
De jaren zeventig en tachtig vormden zijn drukste periode. Lelouch gebruikte zijn talent in twaalf films. In die tijd kruiste Gérard meermaals het pad van Lino Ventura, zowel in de komische avonturenfilm L'aventure c'est l'aventure (1972) en in de romantische en komische kraakfilm La Bonne Année (1973), twee films van Lelouch, als in de heel succesrijke tragikomische zedenkomedie La Gifle (1974). In de jaren 1975-1980 werkte hij vijf keer samen met zijn beste vriend Jean-Paul Belmondo die hij kent sinds 1947 - hij wijdde al in 1966 La Bande à Bébel, een korte documentaire, aan hem. Destijds gevierde cineasten van de Franse commerciële film zoals Philippe de Broca, Henri Verneuil, Claude Zidi en Georges Lautner castten Gérard naast 'Bébel' in kaskrakers zoals L'Incorrigible, Le Corps de mon ennemi, L'Animal, Flic ou Voyou en Le Guignolo.

### Latere carrière
Vanaf de jaren negentig was Gérard nog slechts sporadisch op het witte doek te bespeuren. Hij werkte nog zeven keer voor Lelouch en hij speelde bescheiden bijrolletjes in enkele komedies. Hij trad ook op als dakloze in het drama Un homme et son chien (2009), de (voorlopig?) laatste film van Belmondo.

## Filmografie

### Acteur
- 1946: Destins (Richard Pottier)
- 1946: Macadam (Marcel Blistène)
- 1947: Voyage surprise (Pierre Prévert)
- 1947: Monsieur Vincent (Maurice Cloche)
- 1957: Tous peuvent me tuer (Henri Decoin)
- 1970: Le Voyou (Claude Lelouch)
- 1971: Smic, Smac, Smoc (Claude Lelouch)
- 1971: Ça n'arrive qu'aux autres (Nadine Trintignant)
- 1972: L'aventure c'est l'aventure (Claude Lelouch)
- 1973: La Bonne Année (Claude Lelouch)
- 1973: Un homme libre (Roberto Muller)
- 1973: Far West (Jacques Brel)
- 1974: Toute une vie (Claude Lelouch)
- 1974: La Gifle (Claude Pinoteau)
- 1974: Mariage (Claude Lelouch)
- 1975: Un jour, la fête (Pierre Sisser)
- 1975: L'Incorrigible (Philippe de Broca)
- 1976: Le Corps de mon ennemi (Henri Verneuil)
- 1976: Le Jouet (Francis Veber)
- 1977: L'Animal (Claude Zidi)
- 1978: Ne pleure pas (Jacques Ertaud)
- 1978: Les Bidasses au pensionnat (Michel Vocoret)
- 1978: Les Ringards (Robert Pouret)
- 1979: C'est dingue... mais on y va (Michel Gérard)
- 1979: Les Givrés (Alain Jaspard)
- 1979: Flic ou Voyou (Georges Lautner)
- 1979: Le Mors aux dents (Laurent Heynemann)
- 1979: Les Charlots en délire (Alain Basnier)
- 1980: C'est encore loin l'Amérique? (Roger Coggio)
- 1980: Le Guignolo (Georges Lautner)
- 1980: Les Uns et les Autres (Claude Lelouch)
- 1981: Pétrole ! Pétrole ! (Christian Gion)
- 1982: Qu'est-ce qui fait courir David? (Élie Chouraqui)
- 1982: Les Diplômés du dernier rang (Christian Gion)
- 1982: Édith et Marcel (Claude Lelouch)
- 1984: Ni avec toi ni sans toi (Alain Maline)
- 1984: Viva la vie (Claude Lelouch)
- 1984: La Smala (Jean-Loup Hubert)
- 1984: Partir, revenir (Claude Lelouch)
- 1984: Adieu blaireau (Bob Decout)
- 1986: Attention bandits! (Claude Lelouch)
- 1986: Un homme et une femme, 20 ans déjà (Claude Lelouch)
- 1986: Kamikaze (Didier Grousset)
- 1987: Club de rencontres (Michel Lang)
- 1989: France, images d'une révolution (Alec Costandinos)
- 1989: Il y a des jours... et des lunes (Claude Lelouch)
- 1992: La Belle Histoire (Claude Lelouch)
- 1992: Tout ça... pour ça! (Claude Lelouch)
- 1994: Le Voleur et la Menteuse (Paul Boujenah)
- 1998: Hasards ou Coïncidences (Claude Lelouch)
- 1999: Une pour toutes (Claude Lelouch)
- 2002: And Now... Ladies and Gentlemen (Claude Lelouch)
- 2003: Les Clefs de bagnole (Laurent Baffie)
- 2004: Les Parisiens (Claude Lelouch)
- 2005: Le Courage d'aimer (Claude Lelouch)
- 2009: Un homme et son chien (Francis Huster)
- 2012: Les Infidèles (Emmanuelle Bercot, Fred Cavayé, Alexandre Courtès, Jean Dujardin, Michel Hazanavicius, Éric Lartigau en Gilles Lellouche)
- 2013: Turf (Fabien Onteniente)
- 2015: La Dernière Leçon (Pascale Pouzadoux)

### Regisseur

#### Korte films
- 1954: Signal au vert (co-regie François Sweerts)
- 1957: Autour d'un film (co-regie Michel Deville)
- 1960: Jeudi en peinture
- 1960: Paris à l'heure du rêve
- 1962: Caméra indiscrète
- 1962: Ballade dans Paris (documentaire met Robert Hossein als verteller)
- 1964: Entre ciel et mer
- 1965: Flashes Festival (documentaire over het Filmfestival van Cannes anno 1965)
- 1965: Rêves d'enfant
- 1966: La Bande à Bebel (documentaire over Jean-Paul Belmondo)
- 1967: Calibre 38 (met Gigi Ballista)
- 1979: La Fabuleuse Histoire de Roland Garros

#### Langspeelfilms
- 1958: Une balle dans le canon (co-regie Michel Deville)
- 1960: L'Ennemi dans l'ombre
- 1961: Les Démons de minuit (Marc Allégret maar afgewerkt door Gérard)
- 1962: La Loi des hommes
- 1964: À couteaux tirés
- 1967: L'homme qui trahit la mafia

## Publicatie
- Charles Gérard: La vie... c'est pas toujours du cinéma (autobiografie), Ramsay, 1994

- Bibliothèque nationale de France: cb124226507 (data)
- Gemeinsame Normdatei: 143124994
- International Standard Name Identifier: 0000 0001 2198 1571
- Library of Congress Control Number: no2005045634
- Nationale Bibliotheek van Israël: 987007423997105171
- Système universitaire de documentation: 033443599
- Virtual International Authority File: 166754665
- WorldCat: E39PCjFvwPqFWj33g4BV33GmBP